# Martín Lavini
Martín Lavini nació en Santa Fe en abril de 1980, es un actor, director y productor de teatro argentino. En cine participó de la película Mi mejor enemigo.

## Como actor
A los quince años debutó como actor en la obra Los casos de Juan. Estudió en la Escuela Provincial de Teatro de Santa Fe, la carrera de Promoción Sociocultural en teatro durante dos años, y luego viajó a Buenos Aires, donde reside actualmente, para estudiar en el IUNA la carrera de Licenciatura en Actuación.
En teatro, sus trabajos como actor, incluyen entre otras, las siguientes obras: La libra de carne (1996) Trescientos millones (1997), Nos hicieron el cuento (1998), El descenso (1999), Mateo (2001 - 2006), La lección de anatomía (2003), Teatro Chupete (junto a Pipo Pescador, 2003 - 2004), La sombra de mi alma (2004), El organito (2005 - 2006), Lluvia (2005), El Príncipe Feliz, de Gastón Cerana, donde también estuvo a cargo de la asistencia de dirección (2005) Interiores, de Mariano Pensotti, espectáculo con el que participó del VI Festival Internacional de Teatro de Buenos Aires (2007), Que no se Corte en Buenos Aires (2008 - 2009). Actualmente prepara Noches de Verano, con dirección de Pedro Antony (2009).
En 1999 fue nominado como actor revelación en los premios a la labor teatral en la ciudad de Santa Fe y en el 2004, premiado con el espectáculo Teatro Chupete con el premio María Guerrero al Mejor espectáculo infantil 2004.
Paralelamente comenzó a realizar trabajos en televisión, cine y publicidad, destacando en ellos los largometrajes Mi mejor enemigo (2004), Nuovomondo (2005), El canario (2006), 1973 un grito de corazón (2006), Patrañas (2007); Hoy -la película- (2007) y en TV, sus trabajos en Una familia especial (2005) y Vientos de agua (2006) y la serie Plan V que puede verse por Internet.

## Como director
Después de varios trabajos como asistente de dirección con directores como Alfredo Devita y Gastón Cerana, y de haber realizado la asistencia de dirección del espectáculo "Jamel, Teatro sin Animales", en 2006 abordó su primera obra como director y codramaturgo del espectáculo para chicos Jorobados, Relato de una Noche de Reyes, obra que realizó tres temporadas en la Sala Alberdi del C. C. San Martín.
Dirigió el espectáculo Una historia macanuda, basado en la historieta Macanudo de Liniers, que realizó su primera temporada en la Sala Alberdi y la segunda en la Ciudad Cultural Konex. El espectáculo fue nominado como Mejor espectáculo para chicos en los premios Teatro del Mundo.
En televisión realizó la dirección actoral para el programa Nickers, dirigido al público infantil, de la señal Nickelodeon.

## Como productor
Ha trabajado en la producción de diversos espectáculos, entre los que destaca Jamel, Teatro sin Animales, en la Ciudad Cultural Konex, con las actuaciones de Carlos Belloso, Marcelo Mazzarello, Pablo Cedrón y Ernesto Claudio, conformando el equipo de producción junto a Fernando Gastón.
Además asume la producción en el teatro el Cubo de la obra Miami, con las actuaciones de Luis Ziembrowski, Gabriela Izcovich, Violeta Urtizberea, la dirección de Andrés Mangone y la Coordinación Artística de Pompeyo Audivert.
Formó parte del equipo de producción técnica del espectáculo "Piaf", producido por Pol-Ka y protagonizado por Elena Roger y Julia Calvo entre otros.
Hasta el mes de septiembre de 2008 desempeñó como productor en la Ciudad Cultural Konex. 
Realiza actualmente la producción de la serie Plan V y de Telenovela, con guion de Pablo Cedrón y crea la productora Dontask, junto a Julien Hyvrard.

## Filmografía
- Mi mejor enemigo (2005)
- El canario (en posproducción)